# ヴェシエゴンスク
座標: 北緯58度39分 東経37度16分 / 北緯58.650度 東経37.267度

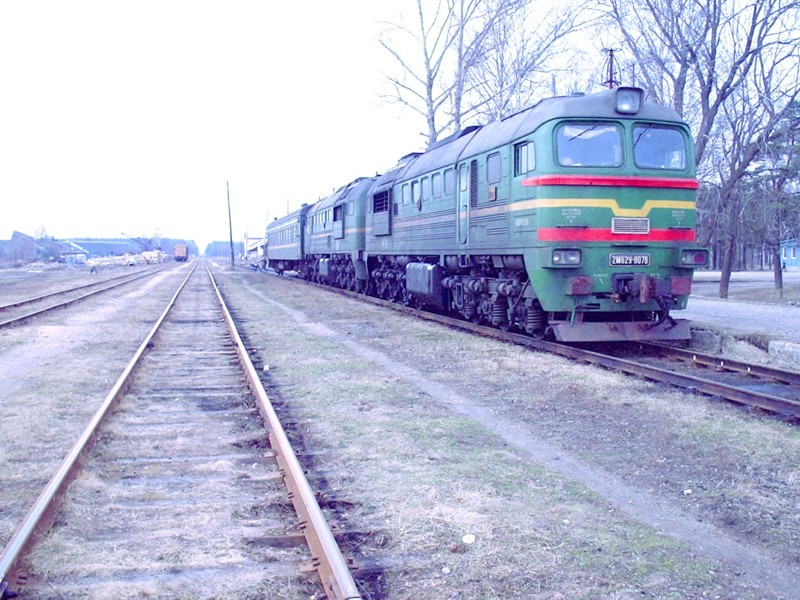

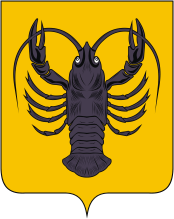
ヴェシエゴンスクの紋章

ヴェシエゴンスク（ロシア語: Весьего́нск, Vesyegonsk）は、ロシアのトヴェリ州にある町。人口は6,330人（2021年）。州都トヴェリから北東へ250km。町はモロガ低地にあり、モロガ川の右岸に建っている。ヴォルガ川を堰き止めた巨大な人造湖ルイビンスク湖は、ヴォルガ川と左支流のモロガ川沿いの広い範囲を水没させており、湖面はヴェシエゴンスク付近にまで達している。ヴェシエゴンスクも、古くからの町の中心はダム湖に沈んでいる。

## 歴史
ヴェシエゴンスクは、1524年にヴェシ・イェゴンスカヤ（Весь Егонская ）の名で文献に初出する。ヴェシとは古いロシア語で村や小さな町を指し、ヴェシ・イェゴンスカヤとはイェグナ川沿いの村という意味になる。後にこの村はヴェシエゴンスコエと呼ばれ、1764年までモスクワのシモノフスキー修道院の領地であり、この地域の重要な交易および手工業の拠点だった。1776年に市の地位を得た。
19世紀までは年に一度市が立つことでも知られた交易の町だったが、19世紀末には鉄道の開通で内陸水運の重要性が失われ、特にヴォルガ川とサンクトペテルブルクを結ぶチフビンスカヤ水路（ヴォルガ川からモロガ川を経て運河でヴァルダイ丘陵を超えてチフビンカ川に入り、シャシ川、ラドガ湖、ネヴァ川を経てサンクトペテルブルクへと至る）が衰退したことでヴェシエゴンスクも衰退した。
この周囲の重要性を回復させるために鉄道建設が始まり、モスクワ-サヴョロヴォ-ソンコヴォ-クラスヌイ・ホルム-ペストヴォ-サンクトペテルブルク間の鉄道からヴェシエゴンスクへ伸びる支線が1926年に開通し、さらにチェレポヴェツやババエヴォへ伸ばす計画もあったが、結局延伸されることはなかった。1939年にはルイビンスク・ダムの建設により市の中心部が沈み、新しい場所に市街地を作り都市型集落として再出発した。1953年には再度市の地位を得た。
中心部が沈む以前の聖堂のうち、1811年にできたカザンの生神女聖堂、1868年にできた至聖三者聖堂、1903年の前駆授洗イオアン聖堂が残っている。

## 経済
クラスヌイ・ホルムには製材、繊維、機械、食品などの工場が立地する。ヴェシエゴンスク駅は支線の終着駅で、モスクワからサヴョロヴォを経てきた列車が到着する。モスクワまでは375km。